# اني غريغوريو
اني غريغوريو (بالفرنسية: Annie Grégorio)‏ هي ممثلة فرنسية، ولدت في 4 أبريل 1957 في فرنسا.

## وصلات خارجية
- اني غريغوريو على موقع IMDb (الإنجليزية)
- اني غريغوريو على موقع ألو سيني (الفرنسية)
- اني غريغوريو على موقع أول موفي (الإنجليزية)
- اني غريغوريو على موقع قاعدة بيانات الفيلم (الإنجليزية)
- اني غريغوريو على موقع كينوبويسك (الروسية)